# Alcippe peracensis
La fulveta montana (Alcippe peracensis) una especie de ave paseriforme de la familia Pellorneidae propia del sureste de Asia.

## Descripción
Mide unos 15 cm de largo. Su dorso y cola son marrones, sus partes inferiores son blancuzcas, su cara es gris y posee una corona gris pizarra con un borde negro en su zona inferior, y un anillo ocular blancuzco.

## Distribución y hábitat
Se la encuentra en Camboya, Laos, Malasia, Tailandia y Vietnam, su hábitat natural son los bosques montanos húmedos tropicales por encima de la cota de 900 m s. n. m.
Su llamado es un yi-yuii-uwee-uwee.